# Osad´kiwka
Osad´kiwka (ukr. Осадьківка) – wieś na Ukrainie, w obwodzie charkowskim, w rejonie kupiańskim. W 2001 liczyła 73 mieszkańców, spośród których 62 posługiwało się językiem ukraińskim, 10 rosyjskim, a 1 innym.